# Koga Cycling Team
Das Koga Cycling Team war ein niederländisches Radsportteam mit Sitz in Beuningen.
Die Mannschaft wurde 2012 gegründet und nimmt als Continental Team an den UCI Continental Circuits teil. Sie geht aus der national registrierten Mannschaft Ubbink-Koga Cycling Team hervor. Manager ist Ton Welling, der von den Sportlichen Leitern Peter Schep und Willy Vink unterstützt wird.

## Saison 2014

### Erfolge in der UCI Europe Tour
In den Rennen der Saison 2014 der UCI Europe Tour gelangen die nachstehenden Erfolge.
| Datum      | Rennen                     | Kat. | Sieger         |
| ---------- | -------------------------- | ---- | -------------- |
| 26. April  | Zuid Oost Drenthe Classic  | 1.2  | Wim Stroetinga |
| 14. Mai    | 3. Etappe Olympia’s Tour   | 2.2  | Wim Stroetinga |
| 15. Mai    | 4. Etappe Olympia’s Tour   | 2.2  | Wim Stroetinga |
| 16. Mai    | 5. Etappe Olympia’s Tour   | 2.2  | Wim Stroetinga |
| 17. Mai    | 6. Etappe Olympia’s Tour   | 2.2  | Wim Stroetinga |
| 31. August | Ronde van Midden-Nederland | 1.2  | Wim Stroetinga |

### Abgänge – Zugänge
| Zugänge              | Team 2013                          | Abgänge            | Team 2014            |
| -------------------- | ---------------------------------- | ------------------ | -------------------- |
| Robbert de Greef     | Cyclingteam Jo Piels               | Stefan Vreugdenhil | Westland Wil Vooruit |
| Melvin Boskamp       | Metec-TKH Continental Cyclingteam  | Bouke Kuiper       | WTC de Amstel        |
| Adrie Lindeman       | Metec-TKH Continental Cyclingteam  | Roy Eefting        | WV de Jonge Renner   |
| Jasper Bovenhuis     | Rabobank Development Team          | Wim Botman         | WV Noord-Holland     |
| René Hooghiemster    | Team NSP-Ghost                     | Peter Schep        | Karriereende         |
| Jesper Schipper      | Cyclingteam de Rijke-Shanks (2012) | Lars Vierbergen    | Karriereende         |
| Twan Castelijns      | Neoprofi                           |                    |                      |
| Martijn de Jong      | Neoprofi                           |                    |                      |
| Jan-Willem van Schip | Neoprofi                           |                    |                      |
| Tristan Timmermans   | Neoprofi                           |                    |                      |

### Mannschaft
| Name                 | Geburtstag         | Nationalität | Team 2015                         |
| -------------------- | ------------------ | ------------ | --------------------------------- |
| Umberto Atzori       | 7. Januar 1988     | Niederlande  |                                   |
| Jim van den Berg     | 1. Juli 1985       | Niederlande  | Parkhotel Valkenburg Continental  |
| Melvin Boskamp       | 30. Oktober 1990   | Niederlande  | Parkhotel Valkenburg Continental  |
| Jasper Bovenhuis     | 27. Juli 1991      | Niederlande  | SEG Racing                        |
| Twan Castelijns      | 2. September 1988  | Niederlande  |                                   |
| Robin Chaigneau      | 2. September 1988  | Niederlande  |                                   |
| Robbert de Greef     | 27. August 1991    | Niederlande  | Cyclingteam Join’s – De Rijke     |
| Wouter Haan          | 12. August 1991    | Niederlande  |                                   |
| Bart van Haaren      | 13. November 1984  | Niederlande  | Parkhotel Valkenburg Continental  |
| René Hooghiemster    | 30. Juli 1986      | Niederlande  | Baby Dump Cycling Team            |
| Martijn de Jong      | 24. Mai 1995       | Niederlande  |                                   |
| Adrie Lindeman       | 21. Oktober 1985   | Niederlande  |                                   |
| Jan-Willem van Schip | 20. August 1994    | Niederlande  | Baby Dump Cycling Team            |
| Jesper Schipper      | 17. September 1992 | Niederlande  |                                   |
| Wim Stroetinga       | 23. Mai 1985       | Niederlande  | Parkhotel Valkenburg Continental  |
| Tristan Timmermans   | 1. August 1993     | Niederlande  | Baby Dump Cycling Team            |
| Arno van der Zwet    | 7. Mai 1986        | Niederlande  | Metec-TKH Continental Cyclingteam |

## Platzierungen in UCI-Ranglisten
UCI Africa Tour
| Saison    | Mannschaftswertung | Fahrerwertung       |
| --------- | ------------------ | ------------------- |
| 2012      | 20.                | Bouke Kuiper (109.) |
| 2013-2014 | -                  | -                   |

UCI Asia Tour
| Saison    | Mannschaftswertung | Fahrerwertung     |
| --------- | ------------------ | ----------------- |
| 2012      | 56.                | Wim Botman (178.) |
| 2013-2014 | -                  | -                 |

UCI Europe Tour
| Saison | Mannschaftswertung | Fahrerwertung         |
| ------ | ------------------ | --------------------- |
| 2012   | 52.                | Wim Stroetinga (113.) |
| 2013   | 76.                | Wim Stroetinga (418.) |
| 2014   | 56.                | Wim Stroetinga (74.)  |